# Euaimon
 (avril 2024).
Euaimon (en grec ancien : Εὐαίμων) est une polis antique d'Arcadie. Son emplacement est inconnu.

## Histoire
Elle est mentionnée dans une inscription trouvée à Orchomène datée d'environ 360-350 av. J-C, qui enregistre une union entre Euaimon et Orchomène, dans laquelle les citoyens d'Euaimon deviennent citoyens d'Orchomène, bien qu'Euaimon continue probablement d'exister en tant que ville séparée,,. Étienne de Byzance renvoie vers un fragment de Théopompe où Euaimon est citée comme une ville dans le territoire d'Orchomène. Son emplacement est inconnu,.